# Timahocoris
Timahocoris is een geslacht van wantsen uit de familie van de Aenictopecheidae. Het geslacht werd voor het eerst wetenschappelijk beschreven door Wygodzinsky & Štys in 1982.

## Soorten
Het genus bevat de volgende soort:

- Timahocoris paululus Wygodzinsky & Štys, 1982